# Jeff Abbott
Jeff Abbott (Dallas (Texas) 1963) is een Amerikaans schrijver uit Austin (Texas). Zijn boeken Black Jack Point (2002) en Cut and Run (2003) werden allebei genomineerd voor een Edgar Allan Poe Award.

## Boeken
- Do Unto Others (1994)
- The Only Good Yankee (1995)
- Promises of Home (1996)
- Distant Blood (1996)
- A Kiss Gone Bad (2001)
- Black Jack Point (2002)
- Cut and Run (2003)
- Panic (2005) - Nederlandse versie: 'Paniek'
- Fear (2006) - Nederlandse versie: 'Angst'
- Collision (2008) - Nederlandse versie: 'Woede'
- Trust Me (2009) - Nederlandse versie: 'Vlucht'
- Adrenaline (2011)
- Sam Capra's Last Chance (2012)
- The Last Minute (2011)
- Downfall (2013)
- Inside man (2014)
- The First Order (2016)
- Traitor's Dance (2022)

- Bibsys: 7047805
- Bibliothèque nationale de France: cb15092692b (data)
- CiNii: DA12326140
- Gemeinsame Normdatei: 13284446X
- International Standard Name Identifier: 0000 0001 1450 4793
- Library of Congress Control Number: no96007270
- Nationale Bibliotheek van Letland: 000313147
- National Archives and Records Administration: 10574066
- Bibliotheek van het Japanse parlement: 00543848
- Nationale Bibliotheek van Tsjechië: xx0014601
- Nationale Bibliotheek van Israël: 987007581269105171
- Nederlandse Thesaurus van Auteursnamen: 260625647
- LIBRIS: 343250
- SNAC: w6g89gqj
- Système universitaire de documentation: 110268687
- Virtual International Authority File: 85393912
- WorldCat: E39PBJm99Pt94xKjYqD7vqyKh3

1. ↑  Gemeinsame Normdatei; geraadpleegd op: 15 december 2014.